# A. B. Citroen
Das Unternehmen A. B. Citroen gehörte zu den Begründern der Pelz-Engros-Konfektion und zu den angesehensten Pelzkonfektionsfirmen Berlins, des ehemaligen Zentrums der deutschen Konfektions- sowie Pelzkonfektionsindustrie.

## Gründerjahre

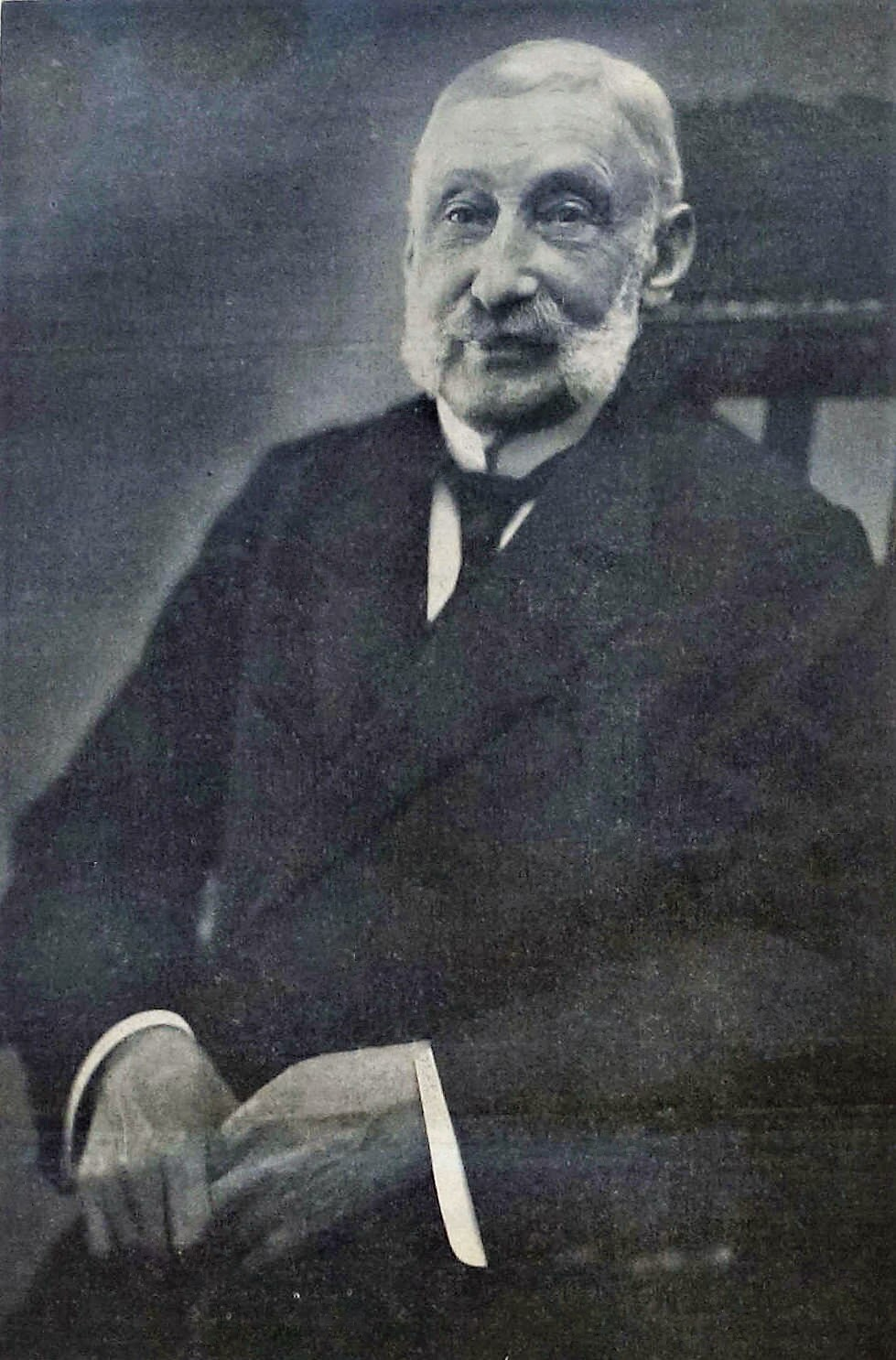
Abraham B. Citroen

Abraham Barend Citroen (geb. 25. Februar 1848 in Amsterdam; gest. 9. Juni 1928 in Berlin) war der Sohn des Juweliers Barend Roelof Citroen und dessen Ehefrau Netje Josepha geb. Rooseboom. Er heiratete am 25. Januar 1884 in Magdeburg Martha Goldstein (geb. 21. November 1858 in Zerbst) Tochter des Kaufmanns Simon Goldstein und dessen Ehefrau Julia Goldstein geb. Wolff. Nachdem die französische Hauptstadt Paris, wo er als Geselle gearbeitet hatte, im Deutsch-Französischen Krieg (1870 bis 1871) von der Einschließung bedroht war, ging er zuerst nach Brüssel, wo er als tüchtiger Arbeiter auch gute Aufnahme fand.
Nach Kriegsende zog er weiter in die deutsche Hauptstadt um sich dort in der Nähe der Stoffkonfektionsfirmen selbständig zu machen. Im Jahr 1871 hatte der, als „klein und schmächtig“ beschriebene, Holländer Abraham Barend Citroen auf der Werderstraße in Berlin eine Kürschnerei eröffnet (im Handelsregister auch Bernhard anstelle Barend). Von der expandierenden Textilbranche erhielt er reichlich Aufträge und „man schätzte seine korrekte Art, Pünktlichkeit und war amüsiert über die etwas schwierige Behandlung der deutschen Sprache“. Nach wenigen Jahren kaufte er bereits selbst auf dem Pelzzentrum des Leipziger Brühls in großer Menge Felle ein und besetzte die Mäntel mit eigener Ware.
Offensichtlich war Citroen bereits in der Gründerphase sehr innovativ. Wohl gering zu früh datiert, heißt es in einem Fachartikel: „Im Jahre 1870 wurden auf Veranlassung der Firma A. B. Citroen, Berlin in der Nähmaschinenfabrik von Joseph Priesner, Berlin, die ersten Versuche gemacht, eine Maschine herzustellen, welche eine überwendliche Naht für Pelzwerk erzeugt.“ Jedenfalls wurde die, von einer Handschuhnähmaschine abgeleitete Einfadenmaschine bereits 1873 auf der Weltausstellung in Paris mit dem ersten Preis ausgezeichnet. Die Pelznähmaschine revolutionierte innerhalb kurzer Zeit die Pelzbranche und machte die moderne Mode mit Pelzen zu einem für fast jedermann erschwinglichen Einstiegspreis erst möglich. Im Jahr 1878 ließ sich ein A. B. Citroen aus Berlin für Deutschland ein Zigarettenmundstück aus Glas patentieren, im selben Jahr unter Abraham B. Citroen auch in den USA.
Die Firma A. B. Citroen zog 1878 um in größere Räume der zweiten Etage des neuen hohen Hauses in der Jerusalemer Straße 18. Die Pelzkonfektionäre jener Zeit arbeiteten vor allem für das sogenannte Besatzgeschäft der Stoffkonfektion. Sie verkauften als Meterware alle Arten von Fellen in verschiedenen Breiten, „Schwanenbesatz“ aus den Häuten der großen französischen Gänse und fertige Kragen jeder Art, Herren- und Damenmützen, sowie Muffen. Diese Artikel wurden viel exportiert, insbesondere nach England.

## Bis zum Ersten Weltkrieg
Im Jahr 1882 trat der Neffe Hendrik (Roelof) Citroen (geb. 18. Januar 1865; gest. 9. Oktober, 1932), ebenfalls Holländer, Sohn von Roelof Barend Citroen (* 27. September 1833 in Amsterdam; † 18. Dezember 1896 ebenda) und Lena Citroen geb. Spanjaard (geb. 23. Juli 1827 in Borne; gest. 8. November 1870 in Amsterdam), in die Firma seines Onkels ein. Er kümmerte sich um das Auslandsgeschäft und bereiste alle Abnehmerländer. Noch im Alter besuchte er mit seiner Kollektion die Kunden in London. Ein Sohn von Hendrik Citroen, in der Familie Peli genannt, und seiner holländischen Ehefrau war Paul Citroen (1896–1983), ein bekannter Maler, Zeichner, Fotograf und Kunstpädagoge. In Berlin geboren und aufgewachsen, war er allerdings die längste Zeit seines Lebens in den Niederlanden tätig.
Die Firma hatte sich aus sich selbst heraus glänzend entwickelt. „»A. B. C.« war in Deutschland ein Name, ein Begriff geworden“. Der Chef verstand es, viele tüchtige junge Mitarbeiter auszubilden, „die sich bei ihm die ersten Sporen verdienten“, sich anschließend in anderen Weltfirmen weiterbildeten, um sich dann selbständig zu machen – oder aber bei dem Hauptkonkurrenten H. Wolff anzufangen, wo sie noch bessere Aussichten für ihr Fortkommen fanden. An den Stehpulten des Kontors arbeiteten im Jahr 1886, wie üblich, ausschließlich männliche Angestellte. Im Jahr 1896 kam die erste Stenotypistin und Buchhalterin in die Firma. Nach dem Ersten Weltkrieg hatten die Frauen dann bald überall die „Vorherrschaft des Buchhalters gebrochen“, er wurde nur noch zu Bilanzprüfungen herangezogen.
Im Jahr 1887 siedelte man erneut um, in die komplette zweite, dritte und vierte Etage eines der vom Architekten Alfred Messel errichteten modernen Werderhäuser, Werderscher Markt 7, gegenüber der Reichsbank und dem „Kaiserbazar“, später eröffnete gegenüber auch das Konfektionshaus Gerson. Bis zum Schluss wurde von hier aus das Engros-Geschäft abgewickelt.

## Nach dem Ersten Weltkrieg
Das Berliner Adressbuch von 1915 verzeichnet A. B. Citroen noch am Werderschen Markt 7, II. Etage mit dem Inhaber Hendrik Citroen, es nennt gleichzeitig den Prokuristen S. Mühlenthal sowie M. Wollenberg und Benno Citroen. Die Fabrik von Hendrik Citroen befand sich auf der Derfflinger Straße 21. A. 11. September feierte Simon Mühlental sein 25-jähriges Mitarbeiterjubiläum. nachdem er als Buchhalter angefangen hatte. Nach 10 Jahren als Prokurist wurde er Anfang 1920 Mitinhaber der Firma.
Im Jahr 1933 mussten wegen des Neubaus der Reichsbank viele Konfektionsfirmen, darunter auch die Firma Citroen, das älteste Viertel Berlins räumen. Etliche von ihnen waren bereits seit fünfzig Jahren hier ansässig.
Um 1924 wurde ein seit einigen Jahrzehnten wesentlicher Umsatzträger der Branche, die Pelzgarnitur für Damen und Mädchen, bestehend aus Pelzmütze, -schal und Muff, eventuell auch noch Handschuhe, nicht mehr nachgefragt. Diese allmähliche Modeänderung war in den Jahren der Hyperinflation mit einer Blütezeit der Pelzindustrie und scheinbaren Riesenverdiensten kaum aufgefallen. Kurz vor der Wende zum 20. Jahrhundert hatten zum ersten Mal mit dem Haar nach außen gearbeitete Kleidungsstücke Eingang in die neuzeitliche Mode gehalten, anfangs als Capes und Jacken, später auch Mäntel. Einige bedeutende Firmen wandten sich jetzt dem reinen Fellhandel zu und erlangten damit Weltgeltung. Andere verblieben bei der Pelzverarbeitung und mussten sich ganz auf das sehr viel schwierigere und risikoreiche Fachgebiet der Pelzkonfektion umstellen. 1924 traten dem vier Jahre vorher gegründeten Verband Berliner Rauchwarenfirmen auch größere Pelzfabrikanten bei, darunter A. B. Citroen.
Im Laufe der Jahre konnte die Firma A. B. Citroen mit anderen, jüngeren Unternehmen nicht Schritt halten und der Umsatz ging beständig zurück. Der Sohn Benno Citroen stand „solange er im väterlichen Geschäft weilte, im Schatten seines Onkels Hendrik Citroen. Dieser ließ keinen Angestellten irgend etwas selbständig machen – nichts geschah ohne seine ausdrückliche Genehmigung“. Da Benno Citroen auch nicht Teilhaber werden durfte, verließ er die Firma und machte sich selbständig. Der Junior war in seinem Geschäftsgebaren sehr solide und korrekt, sein Unternehmen blieb in den zwanzig Jahren seines Bestehens jedoch klein. 1937, vier Jahre nach der Machtübernahme durch die Nationalsozialisten, ging Benno nach Holland und betrieb dort einen Rohfellhandel.
In den 1920er Jahren arbeitete bereits der Sohn von Hendrik Citroen, Hans Citroën (1905–1985), Bruder des Künstlers Paul Citroen, als „rechte Hand“ seines Vaters im Betrieb A. B. Citroen mit (das „ë“ mit dem Trema im Namen hat sich die Familie erst vor ihrer Flucht nach Frankreich zugelegt, entsprechend dem ihrer französischen Verwandten). Da er schnell Sprachen lernte, wurde er oft nach England geschickt, wo die Firma „ihre besten und treuesten Kunden“ hatte, nach London, dem zweiten Weltpelzhandelszentrum neben Leipzig und New York. Als Holländer benötigte er nirgendwo einen Pass oder ein Visum. Im Oktober 1925 heiratete er Franziska-Margarete Vallentin (1906–2002), die aus einer Künstlerfamilie stammte. Sie war ebenfalls künstlerisch begabt, hatte in sehr jungen Jahren eine Bauhaus-Lehre mitgemacht und hat sich immer wieder besonders mit gestalterischer Weberei beschäftigt. Etwa im Jahr 1931 hatte Hans die gesamte Geschäftsleitung übernommen. „Trotz der in Deutschland immer schlechter werdenden Bedingungen ging es der Firma A. B. C. geschäftlich verhältnismäßig gut“, so die spätere Einschätzung von Hans’ Ehefrau Ruth.
Anfang 1933 begannen sich die Nationalsozialisten für das Unternehmen mit seinem jüdischstämmigen Besitzer zu interessieren. Wohl aus Rücksicht auf seine niederländische Staatsbürgerschaft wurde vorerst nur ein nationalsozialistischer, schon bisheriger Mitarbeiter zum „vorläufigen“ Geschäftsführer ernannt. Hans Citroën beschloss in richtiger Voraussicht, möglichst schnell mit seiner Ehefrau und der Tochter Charlotte, nach ihrem Zweitnamen genannt Dolly (in Israel dann Tamar), Deutschland zu verlassen. Ihr Weg führte sie als Erstes über Holland nach Paris. Hans Citroën blieb vorerst noch Eigentümer seines Betriebes; später wurde er gezwungen, „das ganze Geschäft mit all dem kostbaren Reservematerial für 1000 Mark an den »so getreuen« ehemaligen Angestellten zu verkaufen“
1934 kam in Paris der Sohn Vincent-Raphael zur Welt, im Mai 1939 als drittes Kind die Tochter Eliane.
In Paris eröffnete Hans Citroën ein kleines Pelzgeschäft, zu dem auch gleich einige seiner ehemaligen französischen Kunden kamen. Auch war der Name Citroën der Familie überall hilfreich, sie war auch wirklich recht nah mit dem bedeutenden Autohersteller André Citroën verwandt. Die Cousins Hans und André waren Nachfahren des Amsterdamer Juwelenhändlers gleichen Namens.
Im Jahr 1940 musste die Familie vor den in Paris einmarschierenden Deutschen wiederum fliehen, zuerst in das nichtbesetzte Südfrankreich (Vichy-Regime). Nach erneuter Verfolgung, unter immer wieder dramatischen Umständen, gelangte sie zwei Jahre später in die Schweiz. Das Pariser Geschäft konnte Hans Citroën wegen der guten Umsatzzahlen noch für einen normalen Preis verkaufen. „Anscheinend hatten deutsche Offiziere und andere Nazis bereits teure Pelzmäntel für ihre Frauen und Mätressen gekauft, ohne zu wissen oder ohne wissen zu wollen, dass dieses Citroën-Geschäft ein jüdisches Geschäft war, denn so etwas Kostbares konnten sie in Deutschland natürlich nicht mehr bekommen“, so die Ehefrau.

## Betriebsschließung
Das Pelzfachverzeichnis von 1938 führt A. B. Citroen zusammen mit diversen weiteren Konfektionsfirmen noch unter der Adresse Krausenstraße 33 auf. Philipp Manes, dessen Vaters Branchenkarriere 1886 als Buchhalter bei Citroen begonnen hatte, nannte im Kriegsjahr 1940/1941 für Berlin unter den „Betrieben größeren Umfanges“ als Nachfolger der Firma A. B. Citroen Erich Schreitmüller, der Besätze und Garnituren in eigener Werkstatt herstellte. Manes, selbst ein Jude und weiter in Berlin lebend, vermied in seiner Geschichte der Pelzbranche direkte Hinweise auf die Umstände der oft zwangsweisen Übernahmen jüdischer Betriebe durch arische Unternehmer. Er leitete das Kapitel „Die neue Zeit“, in dem auch dieser Besitzerwechsel vermerkt ist, ein: „Das Winckelmann-Buch von 1930 führt an Berliner Rauchwaren-Händlern und Vertretern die stattliche Zahl von 175 Firmen an. Um die übrig gebliebenen von 1940 festzustellen, bedarf es keines Buches mehr, man kann sie an den Fingern einer Hand abzählen“ Philipp Manes wurde bald nach Abschluss seiner Biographie deportiert und 1944 im KZ Auschwitz ermordet.
Hans Citroën beschloss im Jahr 1940 Ökonomie zu studieren und nicht mehr in die Pelzbranche zurückzukehren. Von 1947 bis zur Bildung einer Nachfolgeorganisation war er Mitglied der neugegründeten UN-Flüchtlingsorganisation IRO. Im Jahr 1952 wanderte das Ehepaar, seinen Kindern folgend, nach Israel aus. Wie in israelischen Diplomatenkreisen üblich änderte die Familie ihren europäischen Namen und nannte sich nun Cidor. Hans, jetzt Chanan Cidor, bekam bereits nach wenigen Monaten eine Stelle im israelischen Außenministerium. 1957 ernannte man ihn zum israelischen Botschafter in den Niederlanden, wo das Ehepaar bis 1963 den Staat Israel repräsentierte. Chanan (Hans) Cidor starb 1985 in Jerusalem. Ruth Cidor-Citroën, wie sie in ihren posthum erschienene Memoiren „Vom Bauhaus nach Jerusalem: Stationen eines jüdischen Lebens im 20. Jahrhundert“ genannt wird, starb im Februar 2002 im Alter von 96 Jahren, ebenfalls in Jerusalem.

## Personalien
Martha Bräutigam war in den 1880er Jahren bei A. B. Citroen tätig. Sie machte sich in der Berliner Motzstraße auf der Etage selbständig und genoss bald einen hervorragenden Ruf als Pelz-Modellhaus im hochwertigen Genre, auch dank ihres Werkmeisters Otto Berger, der später mit Edelpelze Berger eines der führenden Pelzhäuser leitete.
Im Jahr 1905 trat Carl Wege bei A. B. Citroen ein, nachdem er seine Lehrjahre in der Stoffkonfektion zugebracht hatte. Er betreute die Stadtkundschaft und bereiste Deutschland. Dabei sammelte er Kenntnisse und Geschäftsverbindungen, die es ihm ermöglichten, sich 1920 zusammen mit seiner Kollegin Hanke mit einer eigenen Firma Wege & Hanke selbständig zu machen. Die erwartete Privatkundschaft blieb jedoch aus. Aber das Engrosgeschäft benötigte erneut Besätze in Streifenform, was einmal eine Spezialität von A. B. Citroen gewesen war. „Der junge Chef sah hier nun seine große Chance kommen; mit Feuereifer stürzte er sich auf den Artikel, den er wie kein anderer beherrschte. In der eigenen Werkstatt wurde er geschnitten und genäht, und bald sprach es sich in Deutschland und dem Ausland herum, in der Kommandantenstr. 84 wüchse ein Unternehmen heran, das prompt, zuverlässig und preiswert liefere. Der Umsatz des Exportes betrug im Jahre 1925/26 ca. Rm. 60.000,- und ging hauptsächlich nach Holland, Schweden und Buenos Aires.“ Frau Hanke schied 1928 aus dem Geschäft aus. Als Besätze nicht mehr so gefragt waren, stellte er sich auf Pelzkonfektion um. Nachdem vor Beginn des Zweiten Weltkrieges das Fellmaterial knapper wurde, erinnerte er sich an seine Lehrjahre und produzierte Stoffmäntel.
Adolf Franken war ein Neffe von A. B. Citroen. Zusammen mit dem aus Mannheim stammenden Hans A. Frank machte er sich im Pelzgroßhandel mit der Firma Hans A. Frank & Co. selbständig. Letzterer hatte 1908 die Leitung der Berliner Filiale der zu diesem Zeitpunkt aufgegebenen Rauchwarenhandlung Samuel & Rosenfeld übernommen. Die Firma Hans A. Frank & Co. beschäftigte sich hauptsächlich mit dem Import von chinesischen und japanischen Fellsorten, auch wurden aus Südamerika Lammfellschmaschen für Handschuhleder eingeführt. Nach dem Ende des Ersten Weltkrieges trennten sich die Teilhaber.
Eine Frieda Vallentin ist die Autorin eines Artikels in der Fachzeitschrift „Die Pelzkonfektion“ vom März 1925, betitelt „Wiener Chic im Pelz“, versehen mit einer wahrscheinlich von der Autorin angefertigten Modeskizze. Auf der Seite davor befindet sich eine Anzeige von „A. B. Citroen, Pelzwarenfabrik“.

## Die Färberei „Abraham Citroen“

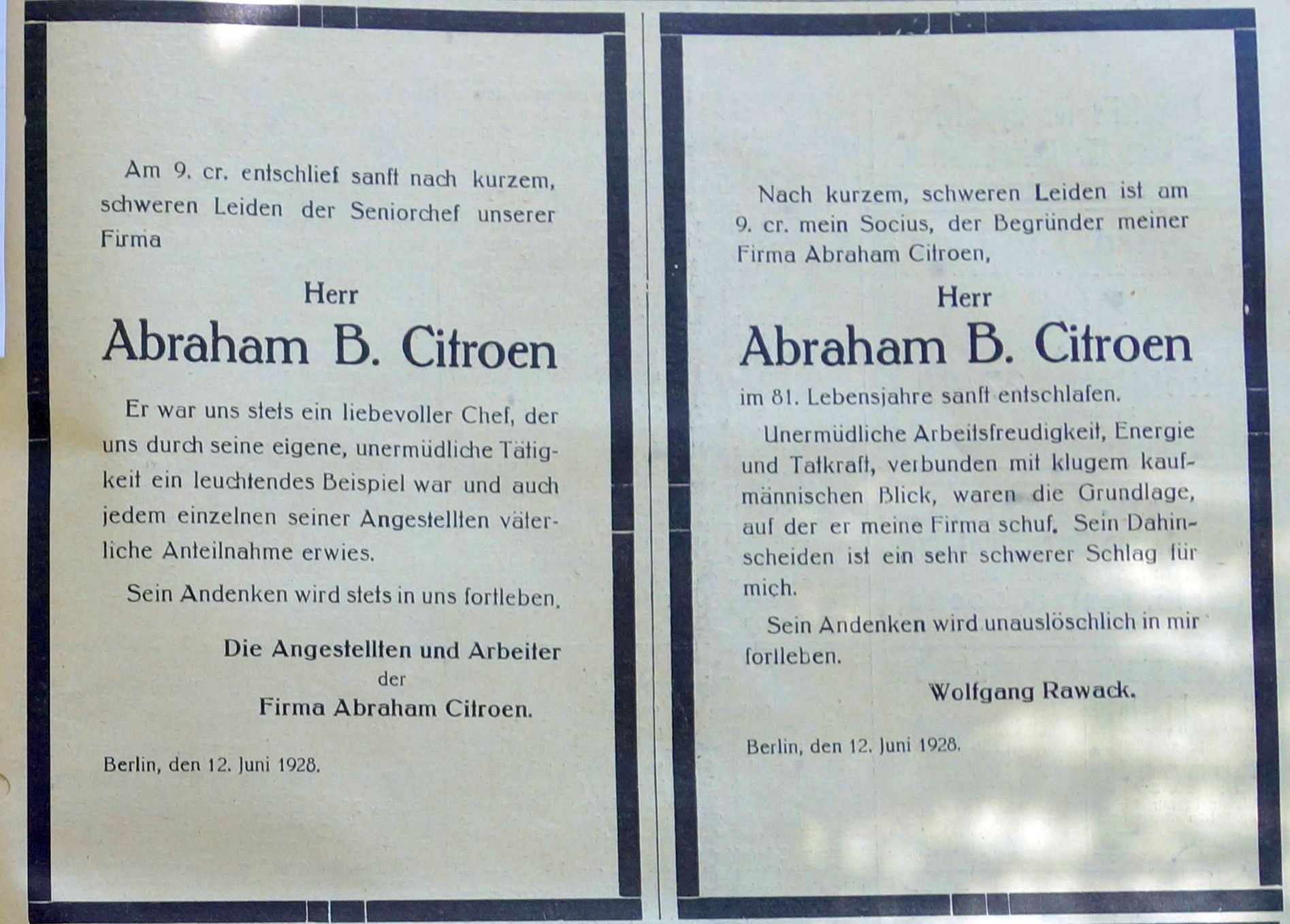
Todesanzeigen Abraham B. Citroen

Im Rahmen seines Unternehmens beschäftigte sich der Gründer von A. B. Citroen, Abraham B. Citroen, intensiv mit der Pelzfärberei, anfangs in einer bescheidenen Werkstatt am Berliner Lohmühlenweg. Um 1895 gelang ihm dort ein großer Erfolg, als er es schaffte, die ursprüngliche Nerzfarbe auch auf Fehfell fabrikationsmäßig anzuwenden, eine Entwicklungsarbeit von fast zwei Jahrzehnten. „Damit waren der Farbindustrie neue Wege gewiesen und Deutschland von dem Zwang, in Lyon bei Lacourbat (in einem 1860 gegründeten Betrieb) braun färben zu müssen, endgültig befreit“.
Die Führung der Firma A. B. Citroen war allmählich auf Hendrik Citroen übergegangen und der „alte Citroen“, wie er jetzt allgemein genannt wurde, „widmete sich fast ausschließlich seiner Lieblingsbeschäftigung, der Färberei“. Weit außerhalb, am Schlesischen Tor, hatte er eine Pelzveredlungsfabrik eröffnet „und schuftete dort unermüdlich wie der geringste seiner Arbeiter an den Bottichen, um den Geheimnissen der Farbe auf die Spur zu kommen“. Trotz großen Fleißes kam A. B. Citroen nicht voran, seine Versuche kosteten viel Geld und große Partien verdorbener Felle mussten ersetzt werden. Er suchte nach einer Nerzfarbe, die haltbar war und immer gleichmäßig aus dem Farbbad hervorkommen sollte. Es kam zu großen Auseinandersetzungen mit seinem Neffen, der die Verluste nicht länger tragen wollte. Da A. B. Citroen die Fabrik nicht aufgeben wollte, trennten sich die Partner und die Färberei erhielt den Namen Abraham Citroen.
Letztlich war Abraham jedoch mit seinen Bemühungen erfolgreich. Die „Nerz 3“ genannte Farbe, „d i e Nerzfarbe“, machte ihn „zum reichen Mann“ – bis er in der Inflationszeit fast alles wieder verlor. Nach seinem Ausscheiden im Alter von 75 Jahren wurde die Färberei von „tüchtigen Fachleuten“ mit großem Erfolg weitergeführt: „Feine Farben auf edle Ware färbte man bei A. C.“. Als Abraham B. Citroen im Juni 1928 starb, war der Inhaber der Abraham Citroenschen Färberei Wolfgang Rawack. Im Jahr 1934 warb die Firma Abraham Citroen, Sebastianstraße 34, damit, dass sie die älteste Pelzfärberei Berlins war.
A. B. Citroen verlebte seine letzten Jahre mit seiner Lebensgefährtin, „Enkel erheiterten seinen Lebensabend“. Ein Sohn besaß ein großes Pelzgeschäft in Bordeaux, der andere hatte sich in Berlin selbständig gemacht. Als Geschäftsadresse findet sich in einer in den Jahren zwischen 2005 und 2012 entstandenen Auflistung jüdischer Gewerbebetriebe: Benno Citroen, Sebastianstraße 34 in Berlin-Kreuzberg.
Philipp Manes schrieb, Abraham B. Citroen starb am 9. Juni 1928 im Alter von 80 Jahren an einem alten Herzleiden in einem Sanatorium in Berlin-Lichterfelde. Laut seiner Sterbeurkunde war er zu diesem Zeitpunkt wohnhaft in Berlin-Schöneberg, Starnberger Straße 5 und starb am 9. Juni 1928 um 15 Uhr in Berlin-Lichterfelde, Jungfernstieg 14. Laut dem Berliner Adressbuch, Straßenverzeichnis, ist unter dieser Anschrift angegeben: Goldstein, Julie, verwitwete Geheimer Sanitäts-Rat, Sanatorium (Nr. 18). Ein Bleistift-Randvermerk auf der Sterbeurkunde besagt: „Herzmuskelentzündung, Schlagaderverkalkung, Lungenödem, Herzschwäche“.